# Cettior
Cettior (Cettiidae) är en familj med små insektsätare som tillhör överfamiljen sångare (Sylvioidea). Bland sångarna utgör cettiorna en ursprunglig utvecklingslinje och som grupp är den förmodligen mest närbesläktad med stjärtmesarna.

## Utbredning
Familjens huvudsakliga utbredningsområde är Asien och Afrika, men den förekommer även ett antal arter i Wallacea och en i Europa. Släktena Tesia, Urosphena, Tickellia och Abroscopus återfinns nästan enbart i skogsområden i södra och sydöstra Asien, där en arts utbredning sträcker sig så långt norr ut som Japan och Sibirien. Flertalet av arterna är stannfåglar, men hela populationen av fjällkronad stubbstjärt (Urosphena squameiceps) är flyttfåglar och merparten av populationerna av japansk cettia (Horornis diphone) och sumpcettia (Cettia cetti) är flyttfåglar. Ett fåtal arter, som ljusbent stubbstjärt (Urosphena pallidipes) flyttar regelbundet i höjdled.

## Utseende
Arterna inom familjen är små kompakta fåglar. Flertalet har en ganska lång, till lång stjärt, medan stubbstjärtarna och tesiorna har mycket korta stjärtar. De har typiskt matta fjäderdräkter och ofta ett ljust streck ovanför ögat. Vissa skiljer sig genom att ha kraftfullt gulfärgade fjäderdräkter. Som grupp är cettiorna ganska variationsrik och omfattar flera avvikande arter som tidigare felaktigt placerats i ett antal obesläktade familjer. Som jämförelse är gräsfåglarna (Locustellidae), som är en familj vars arter påminner om cettior, mycket mer enhetliga.

## Ekologi
Merparten av cettiorna lever i buskmarker, de är till största delen insektsätare och de födosöker ofta genom att klättra genom tät växtlighet.

## Systematik
Familjen cettiors taxonomi har genomgått stora förändringar som resultat av genetiska studier. Arter som man tidigare inte alls trodde var släkt med cettior förs numera hit. Ett exempel är Phyllergates-cettiorna som fram till nyligen helt okontroversiellt placerades bland skräddarfåglarna i Orthotomus i familjen cistikolor (Cisticolidae). På samma sätt troddes Abroscopus-cettiorna vara närbesläktade med bambusångare i Seicercus i familjen lövsångare (Phylloscopidae). 
Andra studier har visat att den afrikanska endemen albertinestubbstjärt (Urosphena neumanni), tidigare kallad Neumanns sångare och placerad som ensam art i släktet Hemitesia, ingår i familjen och är inbäddade bland stubbstjärtarna i Urosphena. Det i kombination med att de afrikanska spretstjärtarna och snårsångaren står närmast (eller ingår i, se nedan) familjen gör det troligt att Cettiidae har sitt ursprung i Afrika. DNA-studier visar att även de tidigare svårplacerade afrikanska arterna hylia och meshylia verkar stå nära familjen.
Numera råder det i stort sett konsensus vilka som är cettiornas närmaste släktingar, dock inte gränsen för vad som utgör en familj. Huruvida spretstjärtarna och snårsångaren utgör egna familjer eller inte är omdiskuterat. I världslistan AviList, ett projekt att ena flera olika internationella taxonomiska auktoriteter, bryts spretstjärtarna ut till egna familjen Erythrocercidae, medan snårsångaren inkluderas i familjen cettior.
Även i familjen i begränsad mening har den nya forskningen avslöjat tidigare okända och oförutsedda släktskaper, framför allt i Cettia. Sumpcettian är i själva verket närbesläktad med den kraftigt avvikande gulstrupiga cettian tidigare i Tesia, medan de cettialiknande arterna är mer avlägset släkt och bryts ut till det egna släktet Horornis. Alström et al 2011 beskriver icke-monofylin i Cettia som "troligen en av de mest extraordinära exemplen på missförstått släktskap i ett fågelsläkte".
Listan nedan med arter i Cettiidae följer AviList:
- Släkte Scotocerca
  - Snårsångare (S. inquieta)
- Släkte Hemitesia
  - Albertinestubbstjärt (H. neumanni)
  - Ljusbent stubbstjärt (H. pallidipes)
- Släkte stubbstjärtar (Urosphena) 
  - Timorstubbstjärt (U. subulata)
  - Borneostubbstjärt (U. whiteheadi)
  - Fjällkronad stubbstjärt (U. squameiceps)
- Släkte tesior (Tesia)
  - Gråbröstad tesia (T. cyaniventer)
  - Gyllenhättad tesia (T. olivea)
  - Javatesia (T. superciliaris)
  - Brunhättad tesia (T. everetti)
- Släkte Cettia
  - Rostkronad cettia (C. major)
  - Gråsidig cettia (C. brunnifrons)
  - Gulstrupig cettia (C. castaneocoronata)
  - Sumpcettia (C. cetti)
- Släkte Abroscopus
  - Gulbukig cettia (A. superciliaris)
  - Rostkindad cettia (A. albogularis)
  - Svartkindad cettia (A. schisticeps)
- Släkte Phyllergates
  - Mindanaocettia (P. heterolaemus)
  - Bergcettia (P. cucullatus)
- Släkte Tickellia
  - Brednäbbad cettia (Tickellia hodgsoni)
- Släkte Horornis –  tolv arter, tidigare i Cettia

## Bildgalleri

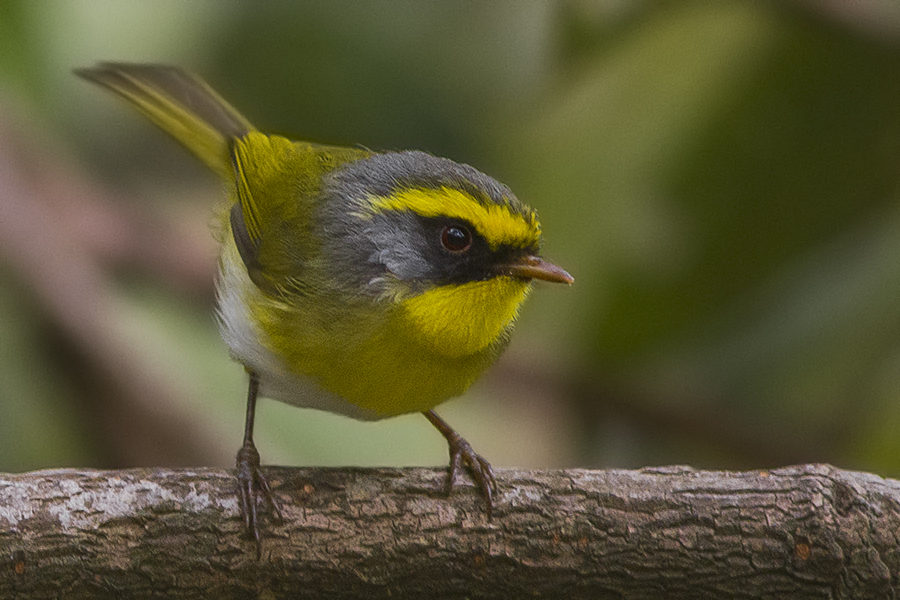
Svartkindad cettia (Abroscopus schisticeps)
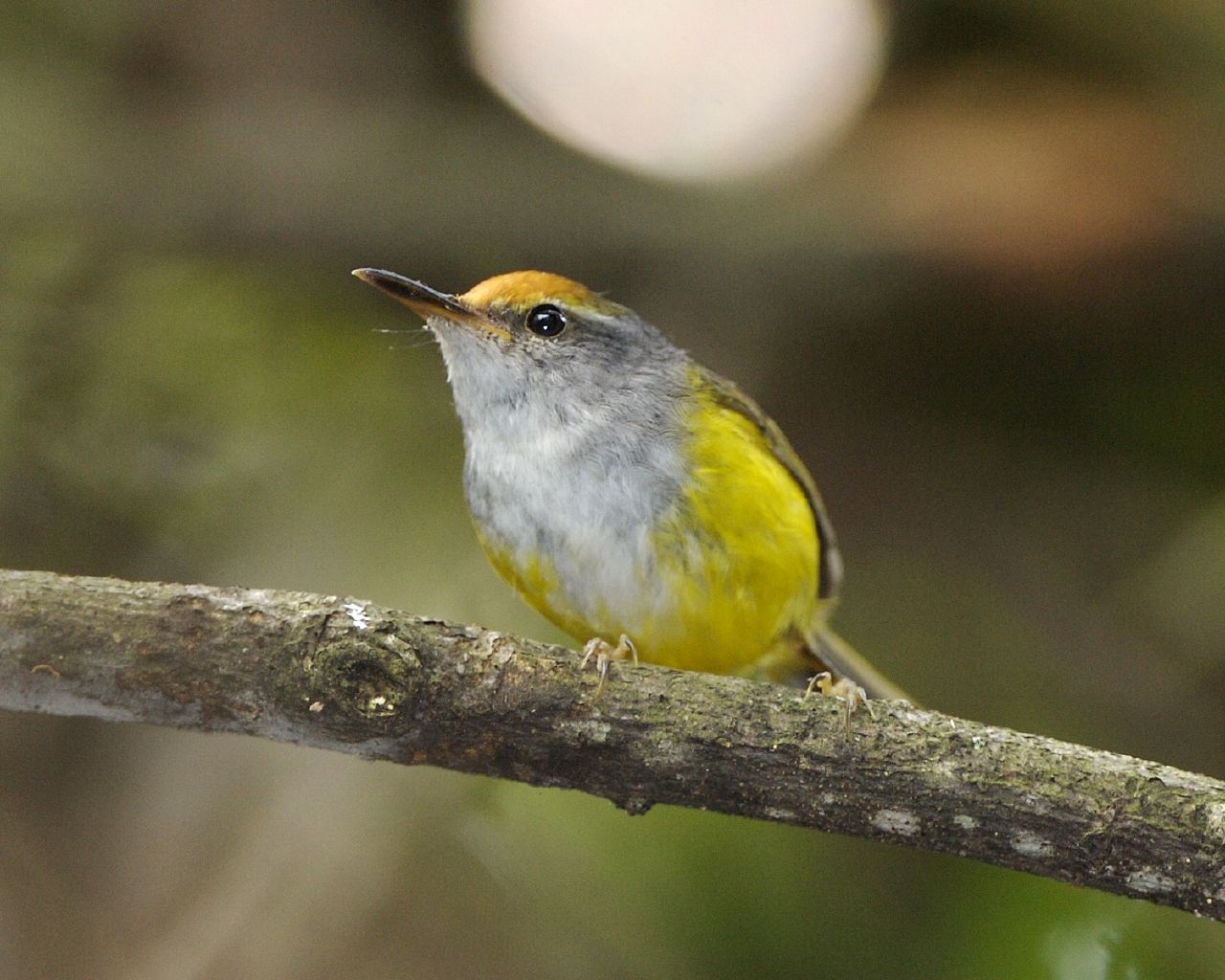
Bergcettia (Phyllergates cucullatus)
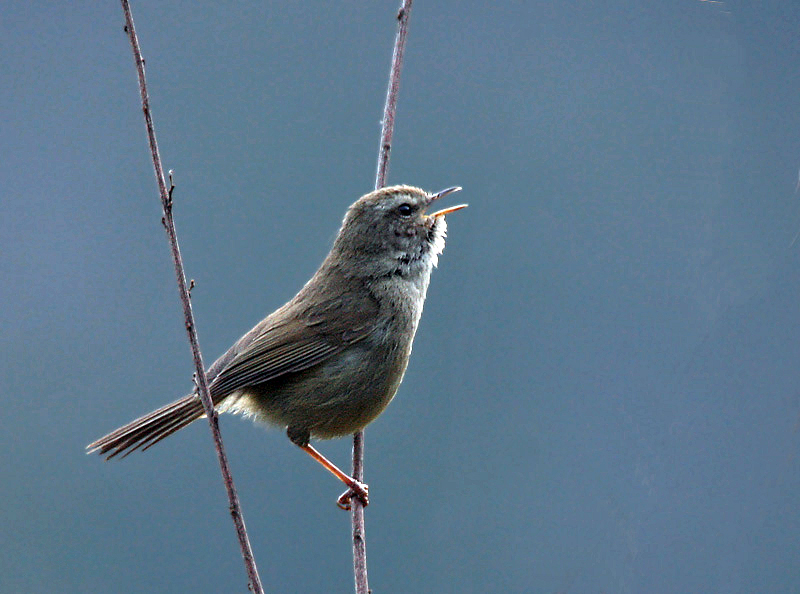
Brunsidig cettia (Horornis fortipes)
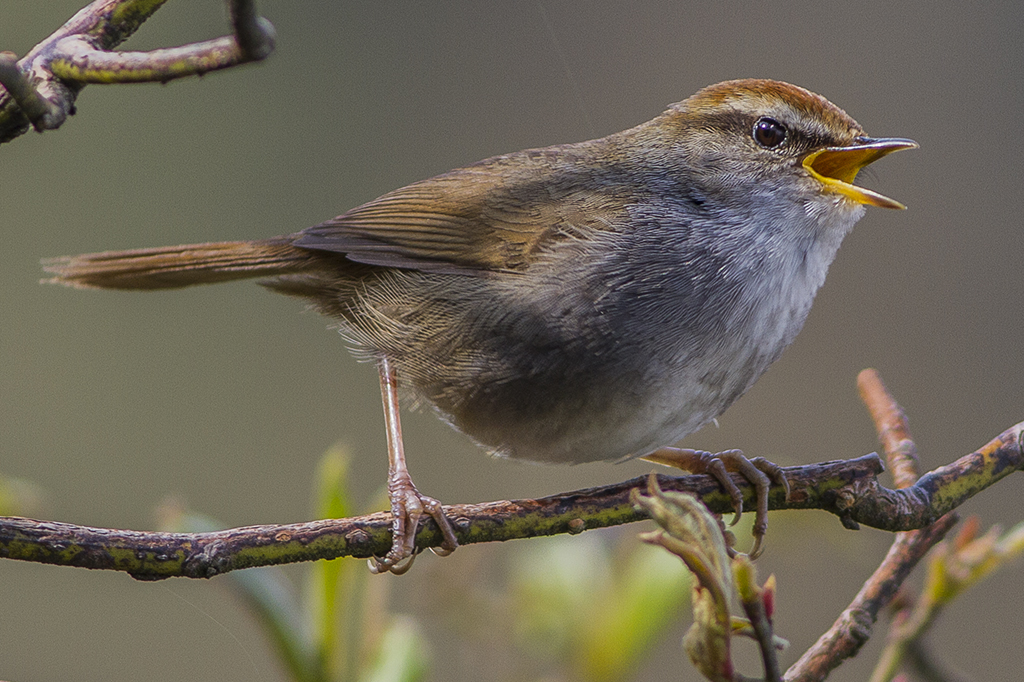
Gråsidig cettia (Cettia brunnifrons)